# 上渡基督教堂
26°2′27.128″N 119°17′41.356″E / 26.04086889°N 119.29482111°E

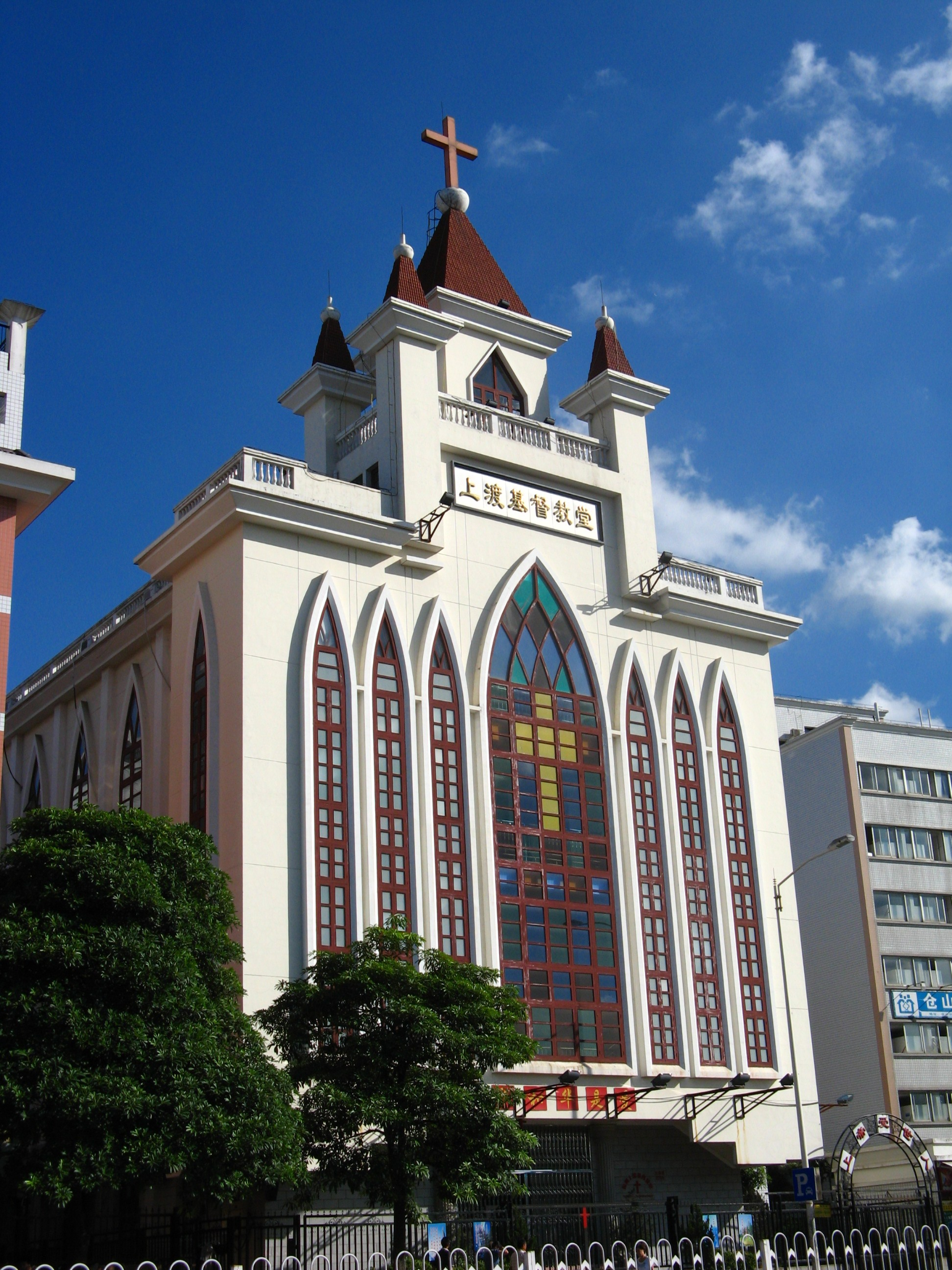
上渡堂

上渡基督教堂，原名福民堂，是美以美会于1921年在中国福州建造的一座教堂，地址在今福州市仓山区上渡路。旧堂系砖木结构二层楼房。1984年更名为“上渡基督教堂”重新开放。1994年信徒发展到800人。2000年，上渡棚屋区动迁，于是重建起宏伟壮观的新教堂，建筑面积达1500平方米。 